# Аулов, Андрей Викторович
Андре́й Ви́кторович Ау́лов (род. 12 марта 1961, Ангарск) — советский и российский боксёр, представитель тяжёлой весовой категории. Выступал за сборные команды СССР, СНГ и России в середине 1980-х — начале 1990-х годов, обладатель Кубка СССР, 5-кратный чемпион России, многократный призёр советских и российских национальных первенств, победитель Кубка мира среди военнослужащих, участник чемпионата Европы в Бурсе. На соревнованиях представлял Хабаровский край, мастер спорта международного класса.

## Биография
Андрей Аулов родился 12 марта 1961 года в городе Ангарске Иркутской области. В период 1968—1978 годов учился в ангарской средней общеобразовательной школе № 5. Впоследствии переехал на постоянное жительство в Хабаровск.
Как боксёр проходил подготовку под руководством хабаровского тренера Владимира Александровича Лукьянова.
Впервые заявил о себе на взрослом всесоюзном уровне в сезоне 1981 года, когда представлял Советскую Армию на чемпионате СССР в Ташкенте и абсолютном чемпионате СССР в Ленинграде. Тем не менее, попасть здесь в число призёров не смог. Год спустя участвовал в национальном первенстве в Донецке, но так же особого успеха не добился. В 1983 году одержал победу на чемпионате мира среди военнослужащих социалистических стран в ГДР.
На чемпионате СССР 1985 года в Ереване Аулов завоевал в зачёте тяжёлой весовой категории награду бронзового достоинства — на стадии полуфиналов был нокаутирован Валерием Абаджяном. При этом на чемпионате мира среди военнослужащих в Польше стал серебряным призёром, уступив в решающем финальном поединке соотечественнику Вячеславу Яковлеву. В 1989 году на чемпионате страны в Такшкенте вновь стал бронзовым призёром в тяжёлом весе.
В 1989 году на чемпионате СССР во Фрунзе Аулов сумел дойти до финала, где потерпел поражение от титулованного Александра Мирошниченко. Побывал на международном турнире «Хиральдо Кардова Кардин» на Кубе. В зачёте национального первенства 1990 года в Луцке взял бронзу. В 1991 году отметился выступлением на Кубке Канады в Оттаве, где выиграл серебряную медаль, уступив в финале соотечественнику Николаю Кульпину. Кроме того, боксировал на международном турнире в Берлине, где так же удостоился серебряной награды. За выдающиеся спортивные достижения удостоен почётного звания «Мастер спорта СССР международного класса».
После распада Советского Союза ещё в течение нескольких лет продолжал выступать на серьёзном уровне. Так, на чемпионате России 1992 года в Уфе дошёл до финала и проиграл в итоге только будущему чемпиону мира Алексею Лезину. Стал бронзовым призёром первого и единственного в своём роде чемпионата СНГ по боксу.
В 1993 году на чемпионате России в Челябинске Андрей Аулов одолел всех своих соперников в тяжёлой весовой категории и завоевал тем самым звание чемпиона страны. В этом сезоне он вошёл в основной состав российской национальной сборной и побывал на чемпионате Европы в Бурсе — здесь на стадии четвертьфиналов был остановлен болгарином Свиленом Русиновым и не смог попасть в число призёров. Одно из последних его достижений на ринге — победа на Кубке короля в Таиланде.
Основатель и владелец хабаровского спортивного клуба «Содействие развитию бокса».